# Nicholas Eames
Nicholas Eames (geboren in Wingham, Ontario) ist ein kanadischer Schriftsteller.

## Biographie
Nicholas Eames lebt in Ontario.
Er besuchte ein College für Bühnenkunst, gab die Schauspielerei aber auf, um Schriftsteller zu werden.
Sein Debütroman Kings of the Wyld erschien im Februar 2017 und gehört zum Genre der High Fantasy. Der Roman folgt den Abenteuern einer alternden Gruppe von Söldnern und Monsterjägern. Er wurde 2018 mit dem David Gemmell Morningstar Award für das beste Debüt im Fantasy-Genre ausgezeichnet.
Der zweite Roman Bloody Rose erschien im August 2018 und spielt sechs Jahre nach Kings of the Wyld.

## Veröffentlichungen (Auswahl)
- Kings of the Wyld (2017) ISBN 978-8-84293-061-7
  - Könige der Finsternis (deutsch von Michael Siefener) München, Wilhelm Heyne Verlag 2019, ISBN 978-3-453-31887-8
- Bloody Rose (2018) ISBN 978-0-356-50904-4
  - Die schwarze Schar (deutsch von Michael Siefener) München, Wilhelm Heyne Verlag 2020, ISBN 978-3-641-25865-8
- Outlaw Empire (TBA)